# Aniba cinnamomiflora
Aniba cinnamomiflora är en lagerväxtart som beskrevs av C. K. Allen. Aniba cinnamomiflora ingår i släktet Aniba och familjen lagerväxter. Inga underarter finns listade i Catalogue of Life.